# Янгарей
Янгаре́й — река в Заполярном районе Ненецкого автономного округа России, правый приток Коротаихи. Длина реки составляет 123 км, площадь водосборного бассейна — 1370 км². 
Река стекает с хребта Пай-Хой на Югорском полуострове, на высоте более 195 м над уровнем моря. От истока течёт преимущественно на юго-восток. Приняв сток из нескольких озёр (Болотное, Янгарейто и др.), делает петлю и поворачивает на юго-запад, а после впадения ручья Заячий — на запад. В основном протекает по заболоченной тундре с участками кустарниковой растительности. В среднем течении на реке имеются пороги и водопад. Перед устьем на правом берегу расположен посёлок Каратайка. Впадает в Коротаиху в 36 км от её устья по правому берегу, на высоте менее 3 м над уровнем моря. Ширина в нижнем течении — 90 м при глубине 0,6 м; скорость течения в низовьях — 0,3 м/с. 

## Основные притоки
Указаны поименованные притоки длиной 30 км и более.
| Название       | Расстояние от устья | Длина | Положение |
| -------------- | ------------------- | ----- | --------- |
| Одиндо         | 7                   | 44    | левый     |
| Большая Юрсуки | 8                   | 58    | правый    |

## Данные водного реестра
По данным государственного водного реестра России и геоинформационной системы водохозяйственного районирования территории РФ, подготовленной Федеральным агентством водных ресурсов:
- Бассейновый округ — Двинско-Печорский
- Речной бассейн — Бассейны рек междуречья Печоры и Оби, впадающих в Баренцево море
- Речной подбассейн — нет
- Водохозяйственный участок — Реки бассейна Баренцева моря от восточной границы бассейна реки Печора до восточной границы бассейна реки Большая Ою
- Код водного объекта — 03060000112103000088430